# Grafkelder Palmen

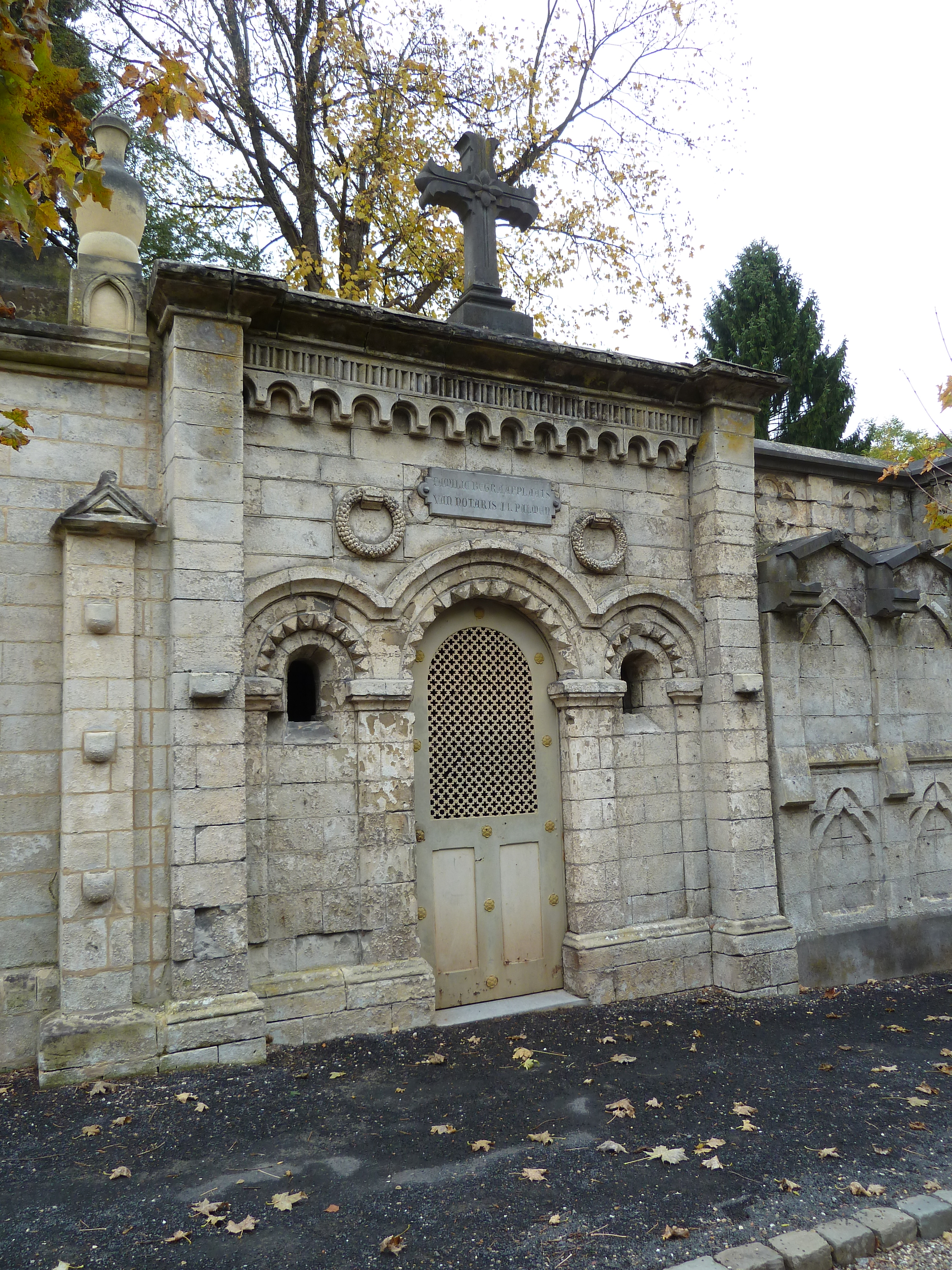
Grafkelder Palmen

De Grafkelder Palmen is een grafkelder in Valkenburg in de Nederlands Zuid-Limburgse gemeente Valkenburg aan de Geul. De grafkelder bevindt zich op de Begraafplaats Cauberg op de helling van de Cauberg in het zuidwesten van het stadje. Direct links van de grafkelder bevindt zich de Grafkelder Wehry en direct rechts de Grafkelder De Guasco.

## Geschiedenis
Rond 1883 werd de grafkelder gebouwd in opdracht van de familie Palmen.
Op 29 mei 1997 werd de grafkelder ingeschreven in het rijksmonumentenregister.

## Bouwwerk
De grafkelder is opgetrokken in Limburgse mergel tegen een helling. De frontgevel is symmetrisch opgezet en heeft elementen van de neoromaanse stijl. De frontgevel heeft in het midden een rondboogvormige gietijzeren deur die omgeven wordt door een rondboogvormige omlijsting. Links en rechts van de ingang zijn kleine boogvormige nissen aangebracht. Boven de ingang bevindt zich tussen twee mergelen lauwerkransen een plaquette met inscriptie. Hierboven is in de frontgevel een horizontale afsluiting aangebracht met een boogfries. Midden op de top van de gevel bevindt zich een hardstenen kruis. Aan beide uiteinden van de frontgevel is een pilaster aangebracht.

Familie Begraafplaats van Notaris J.L. Palmen
— Plaquette met inscriptie boven de ingang

Van binnen wordt de grafkelder gedekt door bakstenen kruisribgewelven. In de grafkelder bevinden zich grafnissen die afgedekt zijn met grafstenen.